# Stazione di Bagheria
La stazione di Bagheria è la stazione ferroviaria della città di Bagheria ed è posta sulla tratta comune alle linee Palermo-Messina, Palermo-Agrigento e Palermo-Catania.

## Storia
La stazione di Bagheria è uno degli impianti ferroviari più antichi della rete ferroviaria siciliana. La sua costruzione venne realizzata dalla Società Vittorio Emanuele nell'ambito del suo progetto di costruzione del collegamento ferroviario dell'area zolfifera di Lercara, il cui primo tronco fu aperto il 28 aprile del 1863; questo partiva da Palermo e con un percorso di 13,377 km terminava a Bagheria. La stazione venne realizzata passante e l'anno successivo, in seguito all'apertura di ulteriori 18 km di linea collegata a Trabia.
Dal 16 dicembre 1876, data in cui fu inaugurata l'intera tratta tra Roccapalumba e Porto Empedocle  la stazione divenne parte dell'itinerario Palermo - Agrigento, poco tempo dopo, anche se per la via più lunga, del collegamento ferroviario tra Palermo e Catania via Aragona Caldare, Canicattì e Caltanissetta e dal 1895 anche della Palermo - Messina.

## Edificio
L'edificio è composto da un corpo basso a due elevazioni, solo il piano terra è accessibile ai viaggiatori e racchiude tutti i servizi.

## Servizi
La stazione dispone di:
- Biglietteria
- Accessibilità per portatori di handicap
- Annuncio sonoro treni in arrivo e in partenza
- Sottopassaggio pedonale
- Ascensori